# الضوء الأخضر (فلم)
الضوء الأخضر هو فيلم ليبي باشتراك ممثلين من مصر، والمغرب من إنتاج سنة 1976.

## قصة الفيلم
أسرة تعيش حالة من الازدواجية بين أب يتسلط عليهم، ويجبرهم عن الانغلاق التام عن الحياة، وبين رغبة أفرادها في أن تعيش حياتها.

## روابط خارجية
- مقالات تستعمل روابط فنية بلا صلة مع ويكي بيانات
- الضوء الأخضر على موقع كاروهات